# 4 de junho
4 de junho é o 155.º dia do ano no calendário gregoriano (156.º em anos bissextos). Faltam 210 dias para acabar o ano.

## Eventos históricos

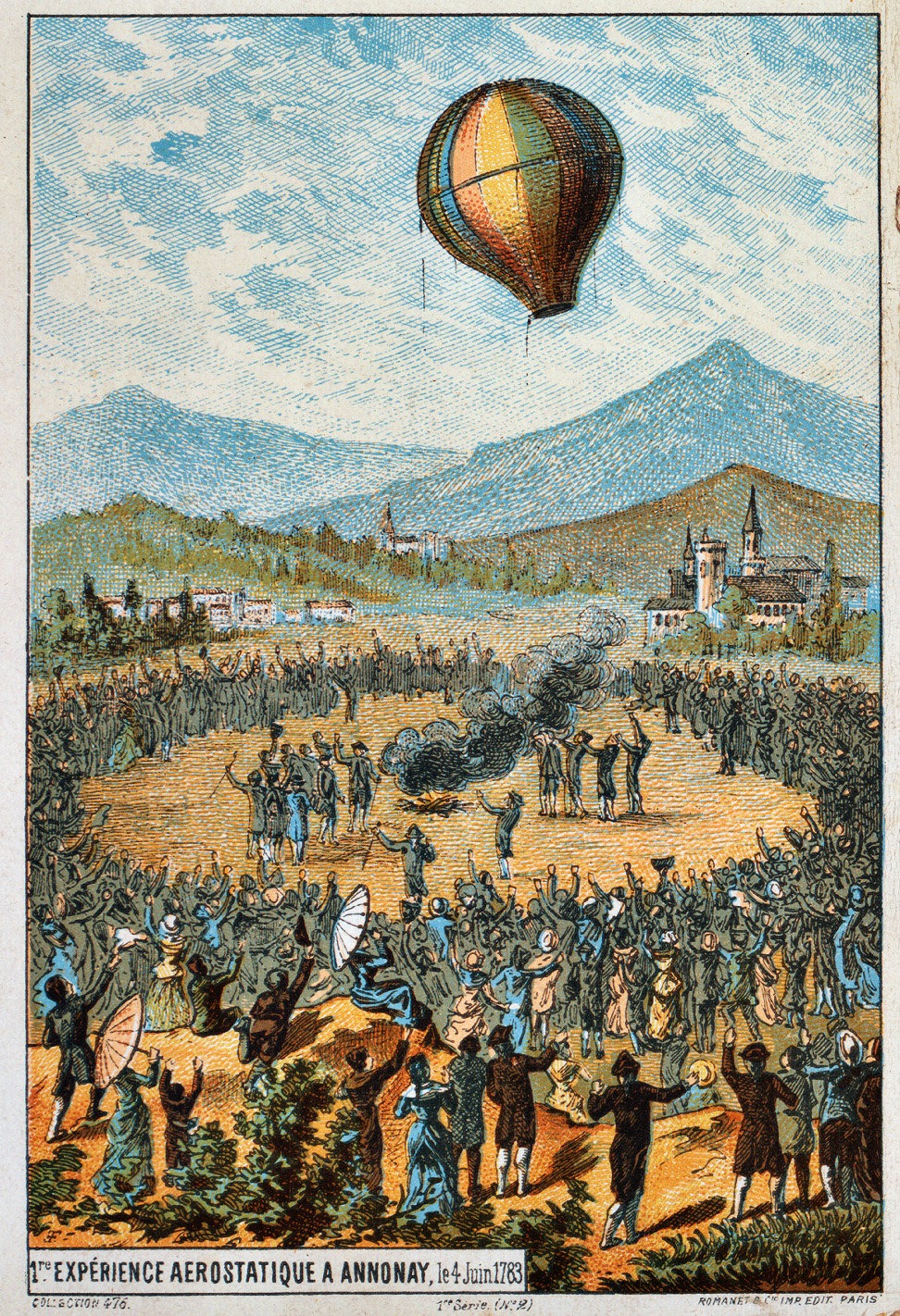
1783: Primeiro voo de demonstração pública em Annonay

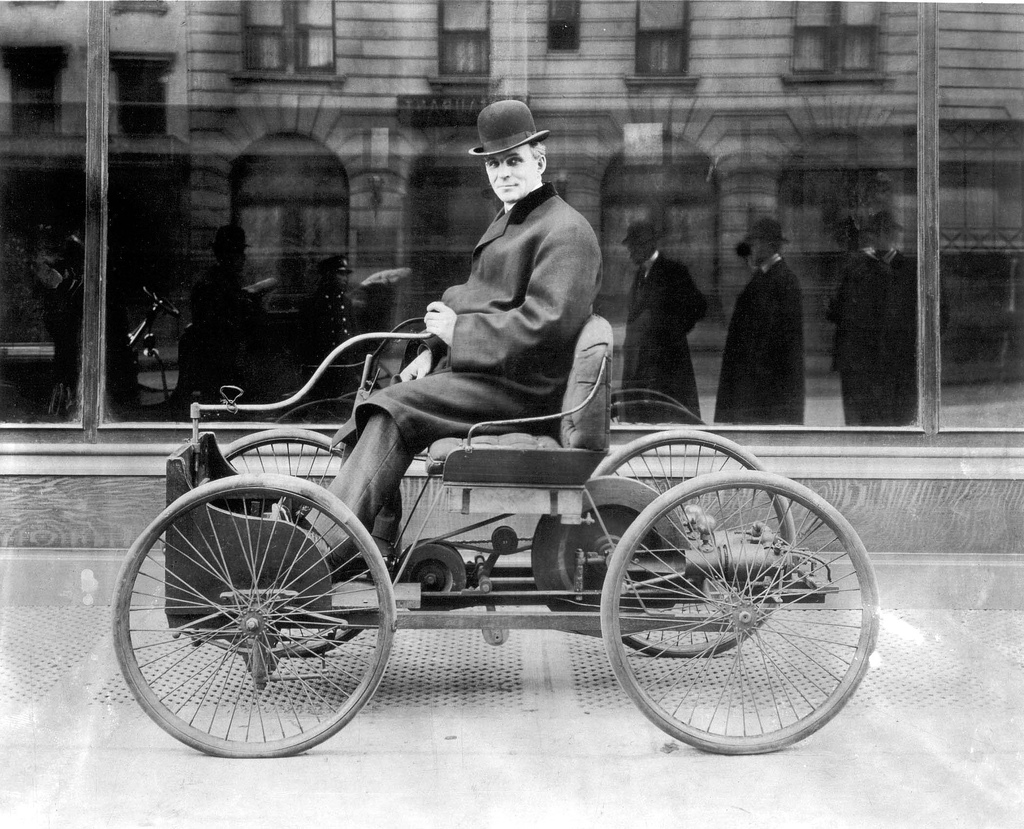
1896: O Quadriciclo de Ford

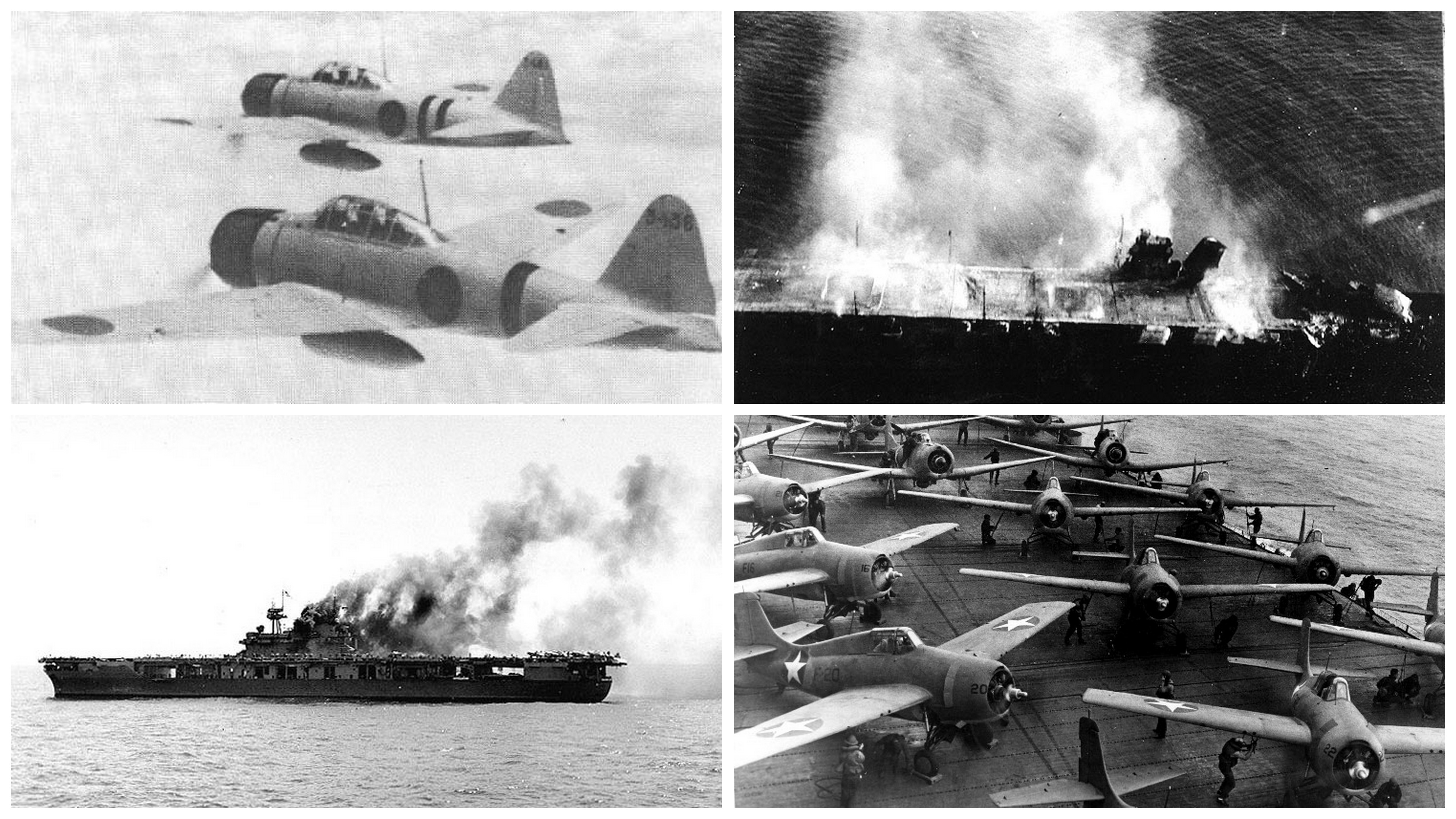
1942: Começa a Batalha de Midway

- 1411 — Carlos VI da França concede o monopólio do amadurecimento do queijo Roquefort ao povo de Roquefort-sur-Soulzon, como eles vinham fazendo há séculos.
- 1615 — Cerco de Osaka: forças sob o comando de Tokugawa Ieyasu tomam o Castelo de Osaka no Japão.
- 1745 — Batalha de Hohenfriedberg: o exército prussiano de Frederico, o Grande, derrotou decisivamente um exército austríaco sob o comando do príncipe Carlos Alexandre de Lorena durante a Guerra da Sucessão Austríaca.
- 1760 — Expulsão dos acadianos: plantadores da Nova Inglaterra chegam para reivindicar terras em Nova Escócia, Canadá, tiradas dos acadianos.
- 1783 — Irmãos Montgolfier demonstram publicamente seu montgolfière (balão de ar quente).
- 1784 — Élisabeth Thible se torna a primeira mulher a voar em um balão de ar quente. Seu voo percorre quatro quilômetros em 45 minutos e atinge 1 500 metros de altitude (estimado).
- 1792 — Capitão George Vancouver reivindica Puget Sound para o Reino da Grã-Bretanha.
- 1802 — O rei Carlos Emanuel IV da Sardenha abdica do trono em favor de seu irmão, Vítor Emanuel.
- 1859 — Segunda Guerra de Independência Italiana: Na Batalha de Magenta, o exército francês comandado por Charles-Louis Napoléon, derrota o exército austríaco.
- 1862 — Guerra Civil Americana: as tropas confederadas evacuam Fort Pillow no rio Mississippi, deixando o caminho livre para as tropas da União tomarem Memphis, Tennessee.
- 1878 — Convenção de Chipre: o Império Otomano cede Chipre ao Reino Unido, mas mantém o título nominal.
- 1896 — Henry Ford conclui o Quadriciclo de Ford, seu primeiro automóvel movido a gasolina, e faz um teste de sucesso.
- 1913 — Emily Davison, uma sufragista, corre na frente do cavalo do rei George V no The Derby. Ela é pisoteada, nunca recupera a consciência e morre quatro dias depois.
- 1916 — Primeira Guerra Mundial: a Rússia inicia a Ofensiva Brusilov com um ataque de artilharia contra as forças austro-húngaras na Galícia.
- 1919
  - Direitos das mulheres: O Congresso dos EUA aprova a 19ª Emenda à Constituição dos Estados Unidos, que garante o sufrágio às mulheres, e o envia aos estados americanos para ratificação.
  - Leon Trotsky proíbe o IV Congresso Regional de Camponeses, Trabalhadores e Insurgentes.
- 1920 — Hungria perde 71% do seu território e 63% da sua população quando o Tratado de Trianon é assinado em Paris.
- 1928 — O Presidente da República da China, Zhang Zuolin, é assassinado por agentes japoneses.
- 1932 — Marmaduke Grove e outros oficiais militares chilenos lideram um golpe de estado estabelecendo a efêmera República Socialista do Chile.
- 1939 — Holocausto: o MS St. Louis, um navio que transportava 963 refugiados judeus, não tem permissão para desembarcar na Flórida, Estados Unidos, depois de já ter sido afastado de Cuba. Forçados a voltar para a Europa, mais de 200 dos seus passageiros morrem em campos de concentração nazistas.
- 1940 — Segunda Guerra Mundial: a evacuação de Dunquerque termina: as forças britânicas concluem a evacuação de 338 000 soldados de Dunquerque na França. Para levantar o moral do país, Winston Churchill profere, apenas para a Câmara dos Comuns, seu famoso discurso "Lutaremos nas Praias".
- 1942
  - Segunda Guerra Mundial: começa a Batalha de Midway. O almirante japonês Chūichi Nagumo ordena um ataque à ilha Midway por grande parte da Marinha Imperial Japonesa.
  - Segunda Guerra Mundial: Gustaf Mannerheim, o Comandante-em-Chefe do Exército Finlandês, recebe o título de Marechal da Finlândia pelo governo em seu 75º aniversário. No mesmo dia, Adolf Hitler chega à Finlândia para uma visita surpresa para conhecer Mannerheim.[1]
- 1943 — Um golpe militar na Argentina expulsa Ramón Castillo.
- 1944
  - Segunda Guerra Mundial: Roma é tomada pelas forças aliadas, a primeira capital do Eixo a cair.
  - Segunda Guerra Mundial: um grupo anti-submarino dos Estados Unidos captura o submarino alemão U-505, marcando a primeira vez que um navio da Marinha dos Estados Unidos captura uma embarcação inimiga no alto mar desde o século XIX.
- 1961 — Guerra Fria: na cúpula de Viena, o primeiro-ministro soviético Nikita Khrushchev desencadeia a Crise de Berlim ao ameaçar assinar um tratado de paz separado com a Alemanha Oriental e encerrar o acesso americano, britânico e francês a Berlim Oriental.
- 1969 — O Exército de Mobutu Sese Seko reprime uma manifestação no Congo, e morrem mais de 100 estudantes.
- 1970 — Tonga ganha independência do Império Britânico.
- 1977 — A JVC apresenta sua fita de vídeo VHS no Consumer Electronics Show em Chicago. Eventualmente, ele prevalecerá contra o sistema Betamax, rival da Sony, em uma guerra de formatos para se tornar o meio de vídeo doméstico predominante.
- 1979 — O tenente de voo Jerry Rawlings assume o poder em Gana após um golpe militar no qual o general Fred Akuffo é derrubado.
- 1988 — Três carros em um trem que transportava RDX para o Cazaquistão explodem em Arzamás, Gorky Oblast, URSS, matando 91 e ferindo cerca de 1 500.[2]
- 1989
  - Protesto na Praça da Paz Celestial são violentamente reprimidos em Pequim pelo Exército Popular de Libertação, com pelo menos 241 mortos.
  - Na eleição de Líder Supremo do Irã em 1989, Ali Khamenei é eleito o novo Líder Supremo do Irã após a morte e funeral de Ruhollah Khomeini.
  - Vitória do Solidariedade nas eleições legislativas polonesas de 1989, a primeira eleição desde que o Partido Comunista Polonês abandonou seu monopólio de poder. Isso desencadeia as Revoluções de 1989 na Europa Oriental.
  - Desastre do trem de Ufa: uma explosão de gás natural perto de Ufa, na Rússia, mata 575 quando dois trens que se cruzam jogam faíscas perto de um oleoduto com vazamento.[3]
- 1992 — Líderes de 180 nações iniciam a ECO 92, no Rio de Janeiro.
- 1996 — Primeiro voo do Ariane 5 explode após cerca de 37 segundos. Foi uma missão Cluster.
- 2010 — O voo 1 do Falcon 9 é o voo inaugural do foguete da SpaceX, que é lançado do Complexo de Lançamento Espacial 40 da Estação da Força Aérea de Cabo Canaveral.
- 2023 — Começam os protestos na Polônia contra o governo Duda.

## Nascimentos

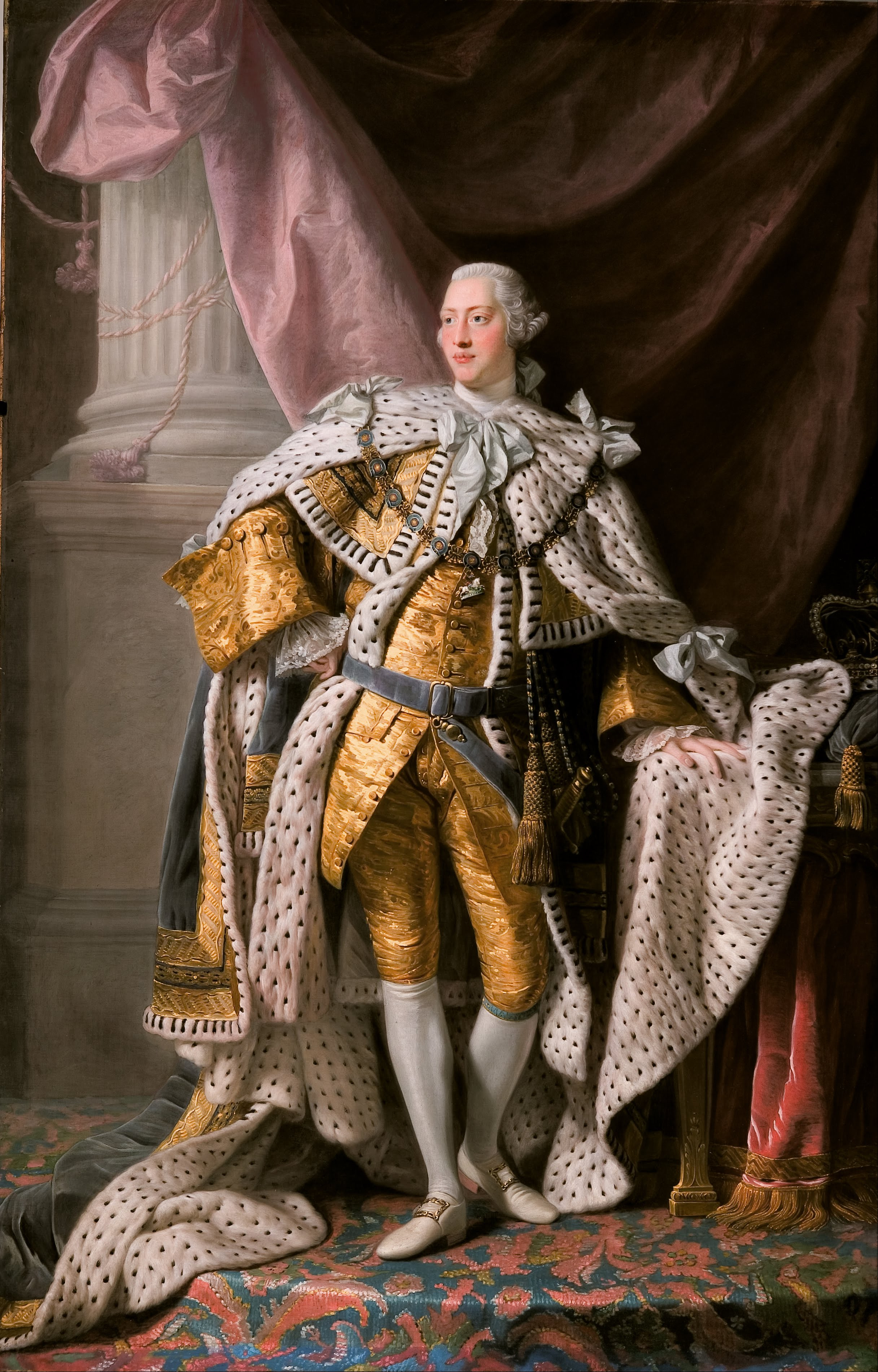
Jorge III do Reino Unido

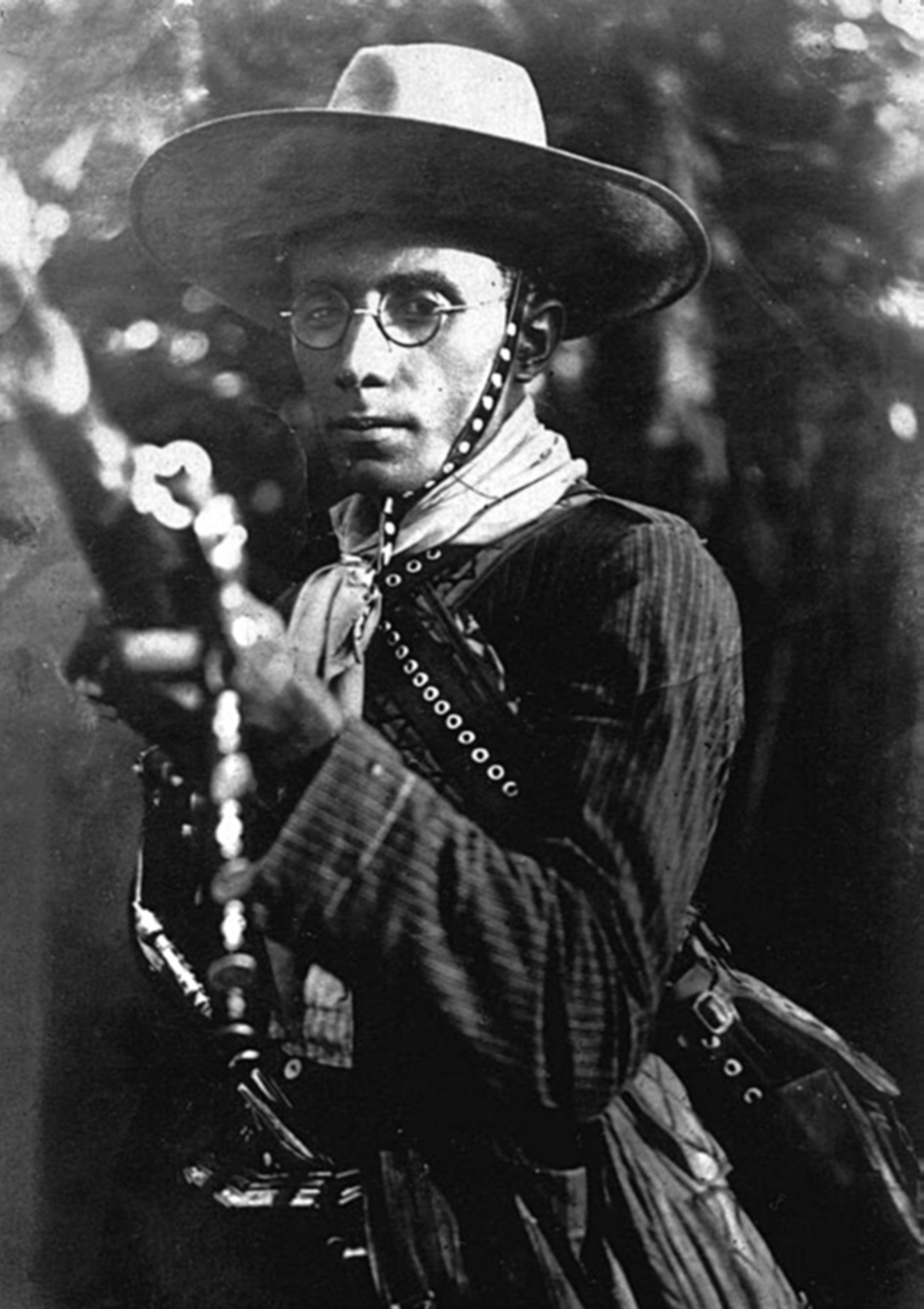
Virgulino Ferreira da Silva (Lampião)

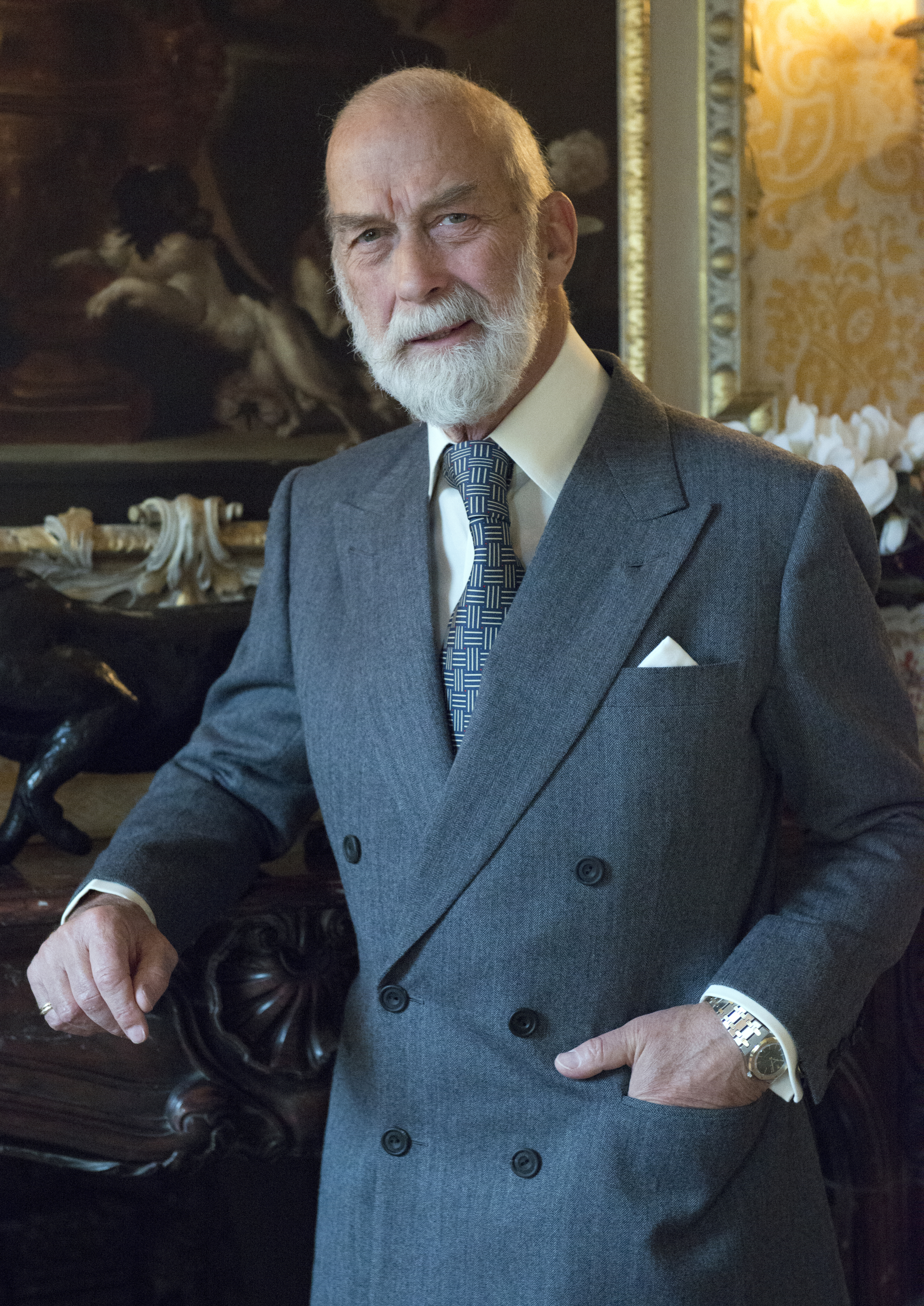
Miguel de Kent

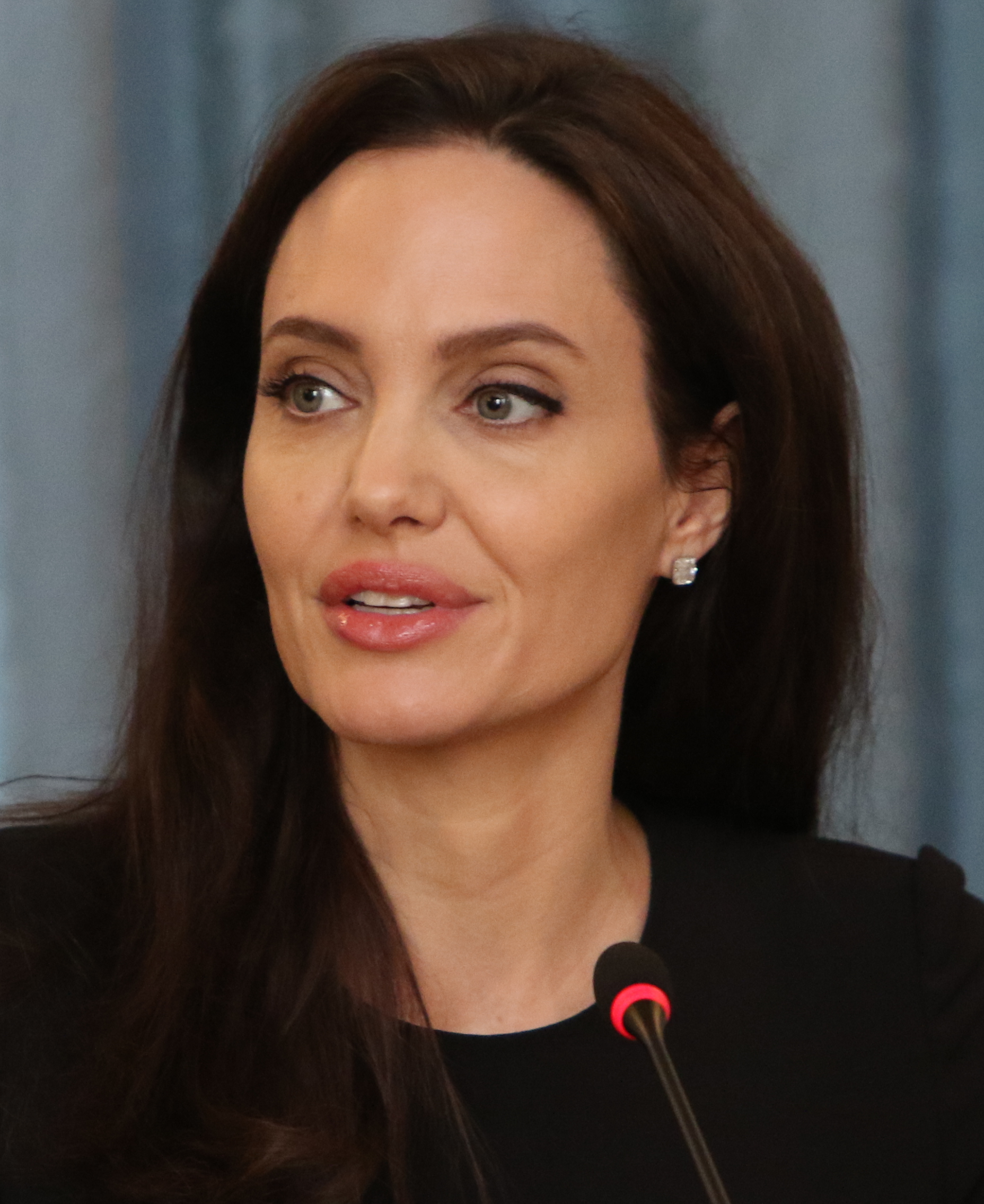
Angelina Jolie

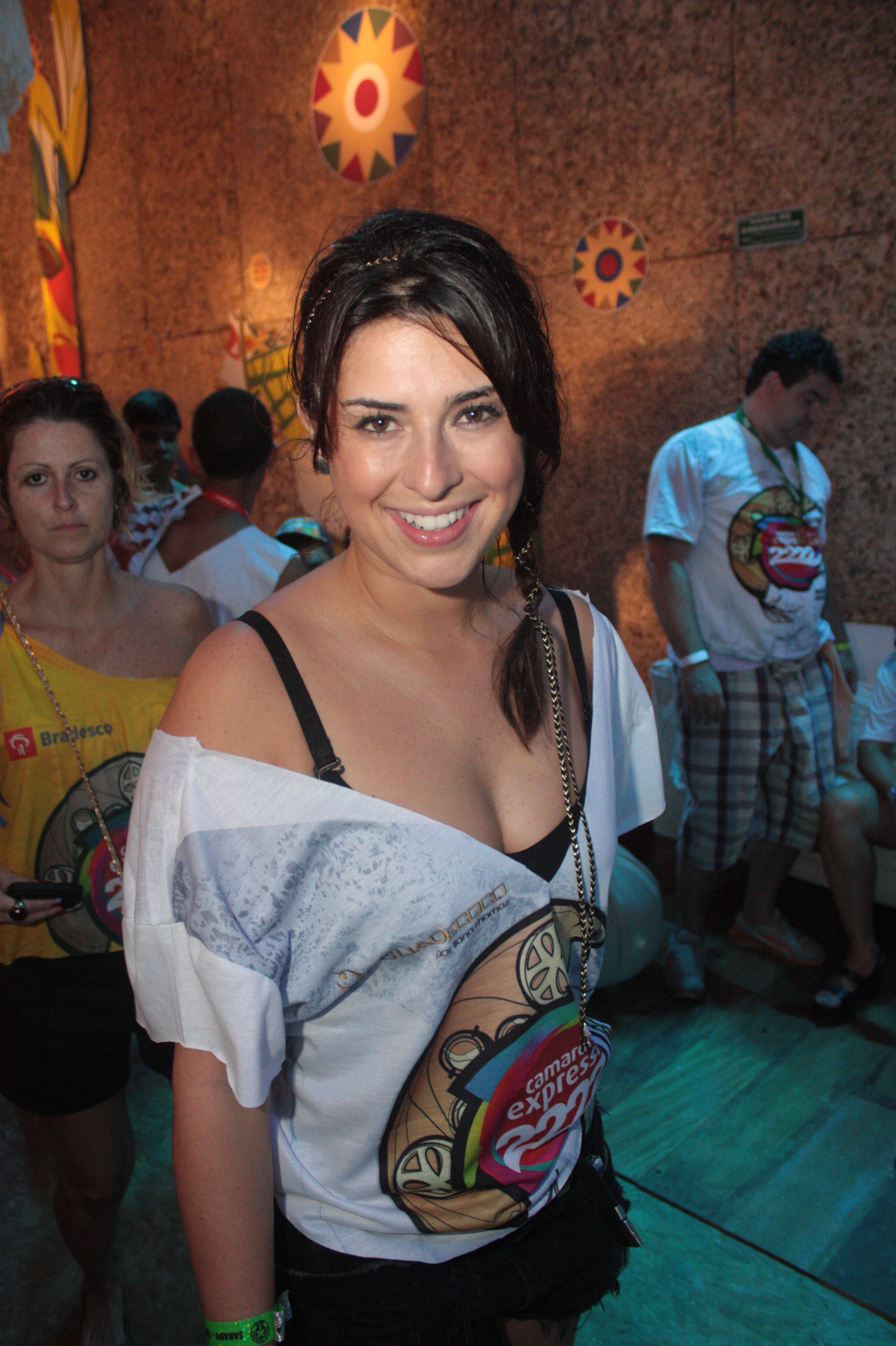
Fernanda Paes Leme

### Anteriores ao século XIX
- 1394 — Filipa da Inglaterra (m. 1430).
- 1489 — António da Lorena, duque de Lorena e Bar (m. 1544).
- 1604 — Cláudia de Médici, duquesa de Urbino e regente de Tirol (m. 1648).
- 1694 — François Quesnay, economista francês (m. 1774).
- 1728 — Teresa de Brunsvique-Volfembutel, princesa-abadessa de Gandersheim (m. 1778).
- 1738 — Jorge III do Reino Unido (m. 1820).
- 1754 — Franz Xaver von Zach, astrônomo alemão (m. 1832).
- 1785 — Domenico Gilardi, arquiteto suíço (m. 1845).
- 1789 — Friedrich Boie, cientista, advogado, ornitólogo e entomologista alemão (m. 1870).

### Século XIX
- 1809 — Carl David Bouché, botânico e escritor alemão (m. 1881).
- 1818 — Élie-Abel Carrière, botânico francês (m. 1896).
- 1821 — Apollon Maykov, poeta russo (m. 1897).
- 1856 — Frederico, Duque de Teschen (m. 1936).
- 1861 — Maria do Pilar de Espanha (m. 1879).
- 1862 — Camille Decoppet, político suíço (m. 1925).
- 1867 — Carl Gustaf Emil Mannerheim, militar e político finlandês (m. 1951).
- 1876 — Clara Blandick, atriz estadunidense (m. 1962).
- 1877 — Heinrich Otto Wieland, químico alemão (m. 1957).
- 1882 — John Bauer, pintor e ilustrador sueco (m. 1918).
- 1884 — Richard Tucker, ator estadunidense (m. 1942).
- 1885 — Arturo Rawson, militar e político argentino (m. 1952).
- 1888 — Lajos Egri, dramaturgo e escritor húngaro (m. 1967).
- 1889 — Beno Gutenberg, sismólogo alemão (m. 1960).
- 1891
  - Leopold Vietoris, matemático austríaco (m. 2002).
  - Ernö Rapée, maestro estoniano (m. 1945).
- 1893 — Armand Călinescu, político e economista romeno (m. 1939).
- 1898
  - Virgulino Ferreira da Silva, o Lampião, cangaceiro brasileiro (m. 1938).
  - Harry Crosby, poeta e editor estadunidense (m. 1929).
- 1899 — Lane Chandler, ator estadunidense (m. 1972).

### Século XX e XXI

#### 1901–1950
- 1903 — Evgeny Mravinsky, maestro russo (m. 1988).
- 1904
  - Henry Grob, enxadrista suíço (m. 1974).
  - Georges Canguilhem, filósofo francês (m. 1995).
- 1906 — Antoni Gałecki, futebolista polonês (m. 1958).
- 1907 — Rosalind Russell, atriz e cantora estadunidense (m. 1976).
- 1908
  - Alejandro Villanueva, futebolista peruano (m. 1944).
  - Erich Srbek, futebolista tcheco (m. 1973).
- 1911 — Faustino Oramas, músico cubano (m. 2007).
- 1912 — Robert Jacobsen, artista dinamarquês (m. 1993).
- 1915 — Modibo Keïta, político malinês (m. 1977).
- 1916 — Robert Furchgott, bioquímico estadunidense (m. 2009).
- 1917 — Newton Canegal, futebolista brasileiro (m. 2003).
- 1923 — Yuriko Mikasa, membro da família imperial do Japão (m. 2024).
- 1924
  - Dennis Weaver, ator e diretor estadunidense (m. 2006).
  - Ettore Chimeri, automobilista ítalo-venezuelano (m. 1960).
- 1925 — Antonio Puchades, futebolista espanhol (m. 2013).
- 1926 — Judith Malina, atriz, dramaturga e poetisa teuto-americana (m. 2015).
- 1927 — Jiří Pešek, futebolista e treinador de futebol tcheco (m. 2011).
- 1928 — Antônio Ermírio de Moraes, empresário brasileiro (m. 2014).
- 1929
  - Adib Jatene, médico, político e cientista brasileiro (m. 2014).
  - Károlos Papúlias, político grego (m. 2021).
- 1930 — Morgana King, atriz e cantora americana (m. 2018).
- 1932 — Oliver Nelson, músico de jazz estadunidense (m. 1975).
- 1934
  - Nikola Kovachev, futebolista e treinador de futebol búlgaro (m. 2009).
  - Seamus Elliott, ciclista irlandês (m. 1971).
- 1936 — Bruce Dern, ator estadunidense.
- 1937
  - Hugo Carvana, ator e diretor brasileiro (m. 2014).
  - Pinduca, cantor brasileiro.
- 1938 — Martha Overbeck, atriz brasileira.
- 1940 — Vivina de Assis Viana, escritora brasileira.
- 1941 — Sheila Fitzpatrick, historiadora australiana.
- 1942
  - Ittala Nandi, atriz brasileira.
  - Miguel de Kent, membro da família real britânica.
- 1944
  - Michelle Phillips, cantora, compositora e atriz estadunidense.
  - João Lobo Antunes, neurocirurgião português (m. 2016).
- 1945 — Anthony Braxton, compositor e filósofo estadunidense.
- 1947 — Viktor Klima, político austríaco.
- 1948
  - Jürgen Sparwasser, ex-futebolista alemão.
  - Paquito D'Rivera, músico cubano.
  - Carlos Squeo, futebolista argentino (m. 2019).
- 1950
  - Gheorghe Simionov, ex-canoísta romeno.
  - Jorge Palma, compositor português.

#### 1951–2000
- 1951 — Ed Newman, ex-jogador profissional de futebol americano estadunidense.
- 1952
  - Bronisław Komorowski, político polonês.
  - José Velásquez, ex-futebolista peruano.
- 1953
  - Linda Lingle, política estadunidense.
  - Jimmy McCulloch, músico estadunidense (m. 1979).
- 1954 — Luc-Adolphe Tiao, político burquinês.
- 1955
  - Oscar Roberto Godói, ex-árbitro de futebol brasileiro.
  - Paulina Chiziane, escritora moçambicana.
- 1956 — Keith David, ator e dublador estadunidense.
- 1957 — Paul Boghossian, filósofo norte-americano.
- 1958 — Kenny Cresswell, ex-futebolista neozelandês.
- 1961 — Ferenc Gyurcsány, político húngaro.
- 1962
  - Zenon Jaskula, ex-ciclista polonês.
  - Ulisses Correia e Silva, político cabo-verdiano.
- 1963
  - Milton Guedes, cantor, compositor e músico brasileiro.
  - Xavier McDaniel, ex-jogador de basquete norte-americano.
- 1964
  - Ângelo Antônio, ator brasileiro.
  - Giovanna Gold, atriz brasileira.
- 1965
  - Michael Doohan, ex-motociclista australiano.
  - Vincent Young, ator estadunidense.
- 1966 — Cecilia Bartoli, cantora lírica italiana.
- 1967 — Marie NDiaye, escritora francesa.
- 1968
  - Al B. Sure!, cantor, compositor e produtor musical estadunidense.
  - Sean Gullette, ator, escritor, cineasta e produtor de cinema estadunidense.
  - Jean-Pierre Danel, guitarrista, compositor e produtor musical francês.
- 1969
  - Horatio Sanz, ator chileno-americano.
  - Alexis Rosenbaum, ensaísta francês.
- 1970
  - Izabella Scorupco, atriz polonesa.
  - Marco Aurélio Siqueira, ex-futebolista brasileiro.
  - Josip Zovko, ator e diretor croata (m. 2019).
- 1971
  - Noah Wyle, ator norte-americano.
  - Joseph Kabila, político e militar conguense.
- 1972
  - Nikka Costa, cantora nipo-estadunidense.
  - György Kolonics, canoísta húngaro (m. 2008).
  - Letícia Wierzchowski, escritora e roteirista brasileira.
- 1974
  - Stefan Lessard, músico estadunidense.
  - Janette Husárová, ex-tenista eslovaca.
- 1975
  - Angelina Jolie, atriz estadunidense.
  - Russell Brand, comediante britânico.
  - Miro Baldo Bento, ex-futebolista indonésio.
  - Theo Rossi, ator e produtor de cinema estadunidense.
- 1976
  - Nenad Zimonjić, ex-tenista sérvio.
  - Gustavo Caiche, ex-futebolista brasileiro.
  - Alexei Navalny, político, escritor e ativista russo (m. 2024).
- 1977
  - Jordan Bratman, executivo musical estadunidense.
  - Vicente de Lima, ex-velocista brasileiro.
  - Ingrid Visser, jogadora de vôlei neerlandesa (m. 2013).
  - Alex Manninger, ex-futebolista austríaco.
  - Dionisis Chiotis, ex-futebolista grego.
- 1978
  - Robin Lord Taylor, ator estadunidense.
  - Josh McDermitt, ator norte-americano.
- 1979 — Jean Dika-Dika, ex-futebolista camaronês.
- 1980 — Pontus Farnerud, ex-futebolista sueco.
- 1981
  - T. J. Miller, ator, roteirista e comediante estadunidense.
  - Giourkas Seitaridis, ex-futebolista grego.
- 1982
  - Abel Kirui, atleta queniano.
  - Maria Olaru, ex-ginasta romena.
  - Amelia Warner, atriz e cantora britânica.
- 1983
  - Fernanda Paes Leme, atriz brasileira.
  - André Vilas Boas, ex-futebolista português.
  - Romaric, ex-futebolista marfinense.
  - Guillermo García-López, tenista espanhol.
  - Emmanuel Eboué, ex-futebolista marfinense.
- 1984
  - Henri Bedimo, ex-futebolista camaronês.
  - Hernán Pellerano, futebolista argentino.
- 1985
  - Evan Lysacek, ex-patinador artístico estadunidense.
  - Ana Carolina Reston, modelo brasileira (m. 2006).
  - Lukas Podolski, futebolista alemão.
  - Anna-Lena Grönefeld, ex-tenista alemã.
  - Bar Refaeli, modelo israelense.
  - Luca Vanni, ex-tenista italiano.
- 1986
  - Micky Yoochun, cantor e ator sul-coreano.
  - Oona Castilla Chaplin, atriz e dançarina anglo-espanhola.
- 1988
  - Lucas Pratto, futebolista argentino.
  - Stanislaw Drahun, futebolista bielorrusso.
- 1989
  - Eldar Gasimov, cantor azeri.
  - Silviu Lung Jr., futebolista romeno.
- 1990
  - Zac Farro, músico estadunidense.
  - Jetsun Pema, rainha consorte butanesa.
- 1991
  - Lorenzo Insigne, futebolista italiano.
  - Kathryn Prescott, atriz britânica.
  - Megan Prescott, atriz britânica.
  - Federico Santander, futebolista argentino.
  - Rajiv van La Parra, futebolista neerlandês.
- 1992
  - Morgan Griffin, atriz australiana.
  - Dino Jelusic, pianista, cantor e compositor croata.
- 1993
  - Juan Manuel Iturbe, futebolista argentino.
  - Erik Shoji, jogador de vôlei estadunidense.
- 1994
  - Djonga, rapper, escritor e compositor brasileiro.
  - Tiago da Rocha Vieira, futebolista brasileiro (m. 2016).
  - Gabriel Monteiro, policial militar, youtuber e político brasileiro.
- 1995
  - Jhon Murillo, futebolista colombiano.
  - Diana Silva, futebolista portuguesa.
- 1996
  - Maria Bakalova, atriz búlgara.
  - Skip Marley, cantor e compositor jamaicano.
- 1998
  - Vadim Pronskiy, ciclista cazaque.
  - Yelyzaveta Yakhno, atleta de nado sincronizado ucraniana.
  - Viktor Gyökeres, futebolista sueco.
- 1999 — Kim So-hyun, atriz sul-coreana.

### Século XXI
- 2001 — Takefusa Kubo, futebolista japonês.
- 2002
  - Taliso Engel, nadador paralímpico alemão.
  - Kaylen Frederick, automobilista norte-americano.
- 2021 — Lilibet Mountbatten-Windsor, princesa britânica.

## Mortes

### Anteriores ao século XIX
- 0800 — Lutegarda da Alamânia, princesa germânica (n. c. 776).
- 0863 — Carlos da Aquitânia, arcebispo de Mainz
- 1039 — Conrado II do Sacro Império Romano-Germânico (n. 990).
- 1102 — Ladislau I Hermano da Polónia, duque da Polônia (n. 1044).
- 1206 — Adélia de Champanhe, rainha consorte francesa (n. 1140).
- 1453 — Andrônico Paleólogo Cantacuzeno, comandante bizantino (n. ?).
- 1463 — Flavio Biondo, historiador italiano (n. 1388).
- 1472 — Nezahualcóyotl, filósofo e poeta asteca (n. 1402).
- 1627 — Maria de Bourbon, duquesa francesa (n. 1605).
- 1787 — Augusta Isabel de Württemberg, princesa de Thurn e Taxis (n. 1734).
- 1798 — Giacomo Casanova, escritor e aventureiro italiano (n. 1725).

### Século XIX
- 1830 — Antonio José de Sucre, militar venezuelano (n. 1795).
- 1872 — Stanisław Moniuszko, compositor polonês (n. 1819).

### Século XX
- 1905 — Gaston d'Audiffret-Pasquier, político francês (n. 1823).
- 1914 — William Anson, jurista e político britânico (n. 1843).
- 1941 — Guilherme II da Alemanha (n. 1859).
- 1942 — Reinhard Heydrich, oficial alemão (n. 1904).
- 1954 — Elvira Rawson de Dellepiane, médica e sufragista argentina (n. 1867).
- 1971 — Gyorgy Lukacs, filósofo húngaro (n. 1885.
- 1973 — Flávio de Carvalho, arquiteto e artista brasileiro (n. 1899).
- 1979 — Gilda de Abreu, cineasta, atriz e radialista brasileira (n. 1904).
- 1988 — José Antônio Daudt, jornalista, político e radialista brasileiro (n. 1940).
- 1994 — Roberto Burle Marx, arquiteto e paisagista brasileiro (n. 1909).
- 1997 — Ronnie Lane, cantor, compositor e baixista britânico (n. 1946).

### Século XXI
- 2001 — Dipendra do Nepal (n. 1971).
- 2002 — Fernando Belaúnde Terry, político peruano (n. 1912).
- 2004 — Nino Manfredi, ator italiano (n. 1921).
- 2005 — Chloe Jones, atriz estado-unidense (n. 1975).
- 2006
  - Raul Indipwo, cantor e pintor angolano (n. 1933).
  - Rodrigo Netto, guitarrista brasileiro (n. 1977).
- 2007
  - Bill France Junior, executivo esportivo norte-americano (n. 1933).
  - Craig Thomas, político norte-americano (n. 1933).
- 2008 — Agata Mróz-Olszewska, jogadora de voleibol polonesa (n. 1982).
- 2012
  - Eduard Khil, cantor russo (n. 1934).
  - Rodolfo Quezada Toruño, cardeal guatemalteco (n. 1932).
- 2015
  - Celso Santebañes, modelo brasileiro (n. 1994).
  - Leônidas Pires Gonçalves, militar brasileiro (n. 1921).
- 2025
  - Niède Guidon, arqueóloga, pesquisadora e professora brasileira (n. 1933).
  - Eduardo Gageiro, fotógrafo português (n. 1935).

## Feriados e eventos cíclicos
- Dia Internacional das Crianças Vítimas de Agressão
- Dia do Engenheiro Agrimensor

### Internacional
- Dia Nacional de Tonga - Data de sua emancipação política.
- Dia Mundial da Corrida

### Brasil
- Aniversário do município de Cabaceiras (Paraíba)
- Dia da Ibituruna no município de Governador Valadares

### Cristianismo
- Crispim de Viterbo
- Filippo Smaldone
- Optato de Milevi
- Quirino da Sescia
- Quirino de Tivoli

## Outros calendários
- No calendário romano era o dia de vésperas das nonas de junho.
- No calendário litúrgico tem a letra dominical A para o dia da semana.
- No calendário gregoriano a epacta do dia é xxiii.